# Claude Mossong
Claude Mossong (* 28. August 1989) ist ein luxemburgischer Eishockeyspieler, der seit Beginn seiner Karriere beim IHC Beaufort spielt. Seit 2016 nimmt er mit der Mannschaft an der belgischen National League Division I und seit 2021 auch wieder an der luxemburgischen Liga teil.

## Karriere
Claude Mossong spielt seit Beginn seiner Karriere beim IHC Beaufort. Zunächst spielte er von 2005 bis 2011 in der luxemburgischen Liga. Nachdem diese vorübergehend eingestellt worden war, spielte er mit dem Klub bis 2014 in der Rheinland-Pfalz-Liga, einer regionalen Spielklasse der fünften deutschen Ligastufe. Seit 2016 tritt er mit dem Team in der belgischen National League Division I, der zweithöchsten Spielklasse des Landes, an. Seit 2021 spielt er mit dem IHC auch wieder in der neu aufgelegten luxemburgischen Liga.

### International
Mit der Herren-Nationalmannschaft nahm Mossong erstmals an der Weltmeisterschaft der Division III 2007 teil. Auch 2009, 2011, 2012, 2019, 2022, 2023, 2024 und 2025 spielte er in der Division III. Nachdem den Moselfranken 2017 ohne Mossong der Aufstieg in die Division II gelungen war, konnte er dort bei der Weltmeisterschaft 2018 spielen. Zudem stand er im Aufgebot seines Landes bei der Olympiaqualifikation für die Winterspiele in Peking 2022.